# Uloborus modestus
Uloborus modestus är en spindelart som beskrevs av Tord Tamerlan Teodor Thorell 1891. Uloborus modestus ingår i släktet Uloborus och familjen krusnätsspindlar.
Artens utbredningsområde är Nicobarerna. Inga underarter finns listade i Catalogue of Life.